# Sevel Nord
Sevel Nord (Società Europea Veicoli Leggeri - Société Européenne de Véhicules Légers) é uma joint-venture formada pelo grupo PSA (PSA) e o grupo Fiat, na proporção de 50% para cada parte. A fábrica fica localizada na cidade francesa de Valenciennes e é administrada pela PSA.

## Modelos
- Citroën Evasion, Citroën C8.
- Fiat Ulysse
- Lancia Zeta, Lancia Phedra
- Peugeot 806, Peugeot 807.